# 009 Re:Cyborg
Pour plus de détails, voir Fiche technique et Distribution.
009 Re:Cyborg est un film japonais réalisé par Kenji Kamiyama, sorti en 2012.

## Synopsis
Un mystérieux ennemi appelé « Sa Voix » parvient à faire commettre des actes de violence à des gens ordinaires. Les cyborgs sont envoyés pour l'arrêter.

## Fiche technique
- Titre : 009 Re:Cyborg
- Réalisation : Kenji Kamiyama
- Scénario : Kenji Kamiyama d'après le manga Cyborg 009 de Shōtarō Ishinomori
- Musique : Kenji Kawai
- Photographie : Takahiro Uezono
- Montage : Atsunori Sato
- Production : Justin Cook, Michael Harcourt, Carly Hunter et Tomohiko Ishii
- Société de production : Amazon Laterna, Ishinomori Productions, Nippon Television Network, Panasonic, Production I.G., Sanzigen, T-Joy et Video Audio Project
- Pays :  Japon
- Genre : Animation, action et science-fiction
- Durée : 103 minutes
- Dates de sortie : 
  -  Japon : 27 octobre 2012

## Doublage
- Chiwa Saitō : Françoise Arnoul / Cyborg 003 / Tomoe
- Daisuke Ono : Jet Link / Cyborg 002
- Hiroyuki Yoshino : Great Britain / Cyborg 007
- Mamoru Miyano : Joe Shimamura / Cyborg 009
- Noriaki Sugiyama : Pyunma / Cyborg 008
- Sakiko Tamagawa : Ivan Whisky / Cyborg 001
- Tarou Masuoka : Chang Changku / Cyborg 006
- Teruyuki Tanzawa : Geronimo Jr. / Cyborg 005
- Tōru Ōkawa : Albert Heinrich / Cyborg 004
- Nobuyuki Katsube : le professeur Isaac Gilmore
- Shinnosuke Tachibana : Samuel Kline

## Box-office
Le film a rapporté 2 711 091 dollars au box-office.